# Xolocotzia
Xolocotzia là một chi thực vật thuộc họ Verbenaceae.

## Danh sách loài
Chi này có các loài sau (tuy nhiên danh sách này có thể chưa đủ):
- Xolocotzia asperifolia, Miranda